# Калиновка (Жамбильський район)
Кали́новка (каз. Калинов) — село у складі Жамбильського району Північноказахстанської області Казахстану. Входить до складу Первомайського сільського округу.
До 16 серпня 1971 року село називалось Темне.
Населення — 87 осіб (2021; 176 у 2009, 201 у 1999, 245 у 1989).
Національний склад станом на 1989 рік:
- росіяни — 41 %
- казахи — 28 %.